# Strumigenys roomi
Strumigenys roomi (лат.) — вид мелких муравьёв из трибы Attini (ранее в Dacetini, подсемейство Myrmicinae).

## Распространение
Африка: Берег Слоновой Кости, Габон, Гана, Камерун.

## Описание
Длина коричневатого тела около 2 мм (от 1,8 до 2,1 мм), длина головы от 0,42 до 0,47 мм. Апикодорсальный зубец мандибул тонкий шиповидный и много длиннее апиковентрального зубца. Орбикулярные волоски на голове сзади клипеуса отсутствуют. Усики 6-члениковые. Скапус усика очень короткий, дорзо-вентрально сплющенный и широкий. Мандибулы узкие вытянутые. Стебелёк между грудкой и брюшком состоит из двух члеников: петиолюса и постпетиолюса (последний четко отделен от брюшка), жало развито, куколки голые (без кокона). Хищный вид, охотится на мелкие виды почвенных членистоногих.
Вид был впервые описан в 1972 году британским мирмекологом Барри Болтоном под первоначальным названием Epitritus roomi Bolton, 1972 по материалам из Африки.
Вид включён в состав комплекса Strumigenys laticeps-complex из видовой группы Strumigenys argiola вместе с несколькими африканскими и палеарктическими видами (Strumigenys laticeps, Strumigenys marchosias, Strumigenys mormo, Strumigenys anorbicula, Strumigenys tiglath).